# Yolanda Adams
Yolanda Yvette Adams (née le 27 août 1961 à Houston) est une chanteuse de gospel évangélique américaine.

## Biographie
Yolanda Adams est née le 27 août 1961 à Houston. Elle a commencé à chanter à l'église à l'âge de 4 ans. Elle a étudié en musique à la Texas Southern University de Houston et a obtenu un Bachelor of Arts. Après ses études, elle devient enseignante. Alors qu'elle chante dans la chorale Houston's Southeast Inspirational affiliée à l'église Church of God in Christ, elle est repérée par le chanteur Thomas Whitfield.

## Carrière
Elle sort son premier album Just as I Am en 1987. En 1991, elle sort l'album Through the Storm . En 1999, elle sort l'album Mountain High...Valley Low, dont la chanson Open My Heart a été numéro 1 pendant plusieurs semaines au Billboard .

## Discographie
- 1987 : Just as I Am
- 1991 : Through the Storm
- 1993 : Save the World
- 1995 : More Than a Melody
- 1997 : Yolanda... Live in Washington
- 1998 : Songs from the Heart
- 1999 : Mountain High...Valley Low
- 2000 : Christmas With Yolanda Adams
- 2001 : The Experience
- 2001 : Believe
- 2005 : Day By Day
- 2007 : What a Wonderful Time
- 2011 : Becoming

## Récompenses
En 2020, au cours de sa carrière, elle avait reçu 4 Grammy Awards  et 4 Dove Awards.